# Iso-Kamponen
Iso-Kamponen med Vähä-Kamponen är en sjö i kommunen Kouvola i landskapet Kymmenedalen i Finland. Sjön ligger 67 meter över havet. Arean är 1,51 kvadratkilometer och strandlinjen är 10,81 kilometer lång. Sjön  ingår i Kymmene älvs huvudavrinningsområde.   Den ligger omkring 66 km norr om Kotka och omkring 130 km nordöst om Helsingfors. 
I sjön finns öarna Palosaari och Uittimensaari. Norr om Iso-Kamponen ligger Verla träsliperi och pappfabrik. Iso-Kamponen ligger öster om Sonnanjärvi. Iso-Kamponen ligger sydöst om Iso Kortejärvi. 